# Rajkumar
Rajkumar, pseudonimo di Singanalluru Puttaswamaiah Muthuraj (24 aprile 1929 – Bangalore, 12 aprile 2006), è stato un attore indiano.
È stato attivo soprattutto nel cinema in lingua kannada. Nella sua carriera ha preso parte a oltre 200 film dal 1954 al 2000.

## Filmografia parziale
- Bhakta Kanakadasa, regia di Y. R. Swamy (1960)
- Ranadheera Kantheerava, regia di N. C. Rajan (1960)
- Satya Harishchandra, regia di Hunsur Krishnamurthy (1965)
- Immadi Pulikeshi, regia di N. C. Rajan (1967)
- Sri Krishnadevaraya, regia di B. R. Panthulu (1970)
- Bangaarada Manushya, regia di Siddalingaiah (1972)
- Bhakta Kumbara, regia di Hunsur Krishnamurthy (1974)
- Mayura, regia di Vijay (1975)
- Babruvahana, regia di Hunsur Krishnamurthy (1977)
- Bhakta Prahlada, regia di Vijay (1983)
- Anuraga Aralithu, regia di M. S. Rajashekar (1986)

## Premi
Lista parziale.
- Padma Bhushan (1983)
- Kentucky Colonel (1985)
- Karnataka Ratna (1992)
- National Award (1992)
- Dadasaheb Phalke Award (1995)
- NTR National Award (2002)